# Helena af Storbritannien
Prinsesse Helena af Storbritannien (Helena Augusta Victoria; 25. maj 1846 – 9. juni 1923) var en britisk prinsesse, der var datter af dronning Victoria af Storbritannien og prins Albert af Sachsen-Coburg og Gotha. Hun var gift med den danskfødte prins Christian af Augustenborg, der blev forvalter og jagtmester for de kongelige besiddelser ved Windsor Castle.

## Tidlige liv
Prinsesse Helena blev født på Buckingham Palace i London den 25. maj 1846, dagen efter sin mors 27 års fødselsdag. Hun var den tredje datter og det femte barn af dronning Victoria af Storbritannien og hendes gemal prins Albert af Sachsen-Coburg og Gotha. Albert rapporterede til sin bror, hertug Ernst 2. af Sachsen-Coburg og Gotha, at Helena "kom til verden ganske blå, men hun har det godt nu". Han tilføjede, at dronningen "led længere og mere end de andre gange, og hun bliver nødt til at forholde sig helt i ro for at komme sig."
Hun blev døbt med navnene Helena Augusta Victoria to måneder efter sin fødsel den 25. juli 1846 i The Private Chapel i Buckingham Palace af ærkebiskoppen af Canterbury William Howley. Hendes faddere var Arvestorhertugen af Mecklenburg-Strelitz, Hertuginden af Orléans og Hertuginden af Cambridge. I familien var hun kendt som Lenchen.

## Ægteskab
Prinsesse Helena blev gift 5. juli 1866 på Windsor Castle med prins Christian af Augustenborg, der var søn af titulær hertug Christian August 2. af Augustenborg og komtesse Louise Danneskiold-Samsøe.

## Boede ved Windsor
Prins Christian blev forvalter og jagtmester (Ranger of Windsor Great Park) for de kongelige besiddelser ved Windsor i Berkshire, England.
Parret boede først på Frogmore House i Home Park (Windsor). I 1872 flyttede de til Cumberland Lodge i Windsor Great Park, hvor de boede resten af deres liv. I London havde de en lejlighed i Schomberg House. Efter deres død overtog deres døtre lejligheden i London.

## Børn
1. Christian Victor, 1867-1900, ugift.
2. Albert, 1869-1931, der i 1921-31 var den sidste titulære hertug af Augustenborg. Albert blev far til en datter født udenfor ægteskab (Valerie Marie zu Schleswig-Holstein, 3. april 1900 - 14. april 1953), moderen døde i barselsseng.
3. Helena Victoria, 1870-1948, ugift.
4. Marie Louise, 1872-1956, gift med prins Aribert af Anhalt (skilt 1900), ingen børn.
5. Frederik Harald, f. og d. 1876.

## Titler
- 25. maj 1846 – 5. juli 1866: Hendes Kongelige Højhed Prinsessen (The Princess) Helena, prinsesse af Sachsen-Coburg og Gotha, hertuginde af Sachsen
- 5. juli 1866 – 17. juli 1917: Hendes Kongelige Højhed Prinsesse Christian af Slesvig-Holsten, prinsesse af Storbritannien og Irland, prinsesse af Sachsen-Coburg og Gotha, hertuginde af Sachsen
- 17. juli 1917 – 9. juni 1923: Hendes Kongelige Højhed Prinsesse Christian, prinsesse af Storbritannien og Irland